# Сервій Сульпіцій Камерін Корнут (консул 461 року до н. е.)
Се́рвій Сульпі́цій Камері́н Корну́т (лат. Quintus Sulpicius Camerinus Cornutus; V століття до н. е.) — політик, державний і військовий діяч Римської республіки, консул 461 року до н. е.

## Біографія
Походив з давнього патриціанського роду Сульпіціїв.Батьком його був Сервій Сульпіцій Камерін Корнут, консул 490 року до н. е., дідом — Сервій Сульпіцій Камерін Корнут, консул 500 року до н. е.
Його було обрано консулом 461 року до н. е. разом з Публієм Волумнієм Амінцином Галлом. Упродовж цієї каденції відбулися сутички через внесення до римського сенату закону Lex Terentilia і судовий процес проти Цезона Квінкція, сина консула 460 року до н. е. Луція Квінкція Цинцінната. Війни під час цього консулата не велися.
454 року до н. е. його сенат відправив у складі посольства до Греції, аби вивчити законодавство грецьких полісів, у першу чергу, Афін. По поверненню до Риму його було незабаром обрано 541 року до н. е. до складу першої колегії децемвірів. 
Після цього року про подальшу долю Сервія Сульпіція Камеріна Корнута відомостей немає. 